# نغوين هوو تانغ
نغوين هوو تانغ (بالفيتنامية: Nguyễn Hữu Thắng)‏ هو لاعب كرة قدم فيتنامي في مركز الوسط، ولد في 22 يونيو 1980 في فيتنام. شارك مع منتخب فيتنام لكرة القدم. أما مع النوادي، فقد لعب مع نادي بيكامكس بين دونغ.